# ديفيد ويتيكر (كاتب سيناريو)
ديفيد ويتيكر (بالإنجليزية: David Whitaker)‏ (18 أبريل 1928 في المملكة المتحدة - 4 فبراير 1980 في المملكة المتحدة)؛ كاتب سيناريو وروائي بريطاني.

## روابط خارجية
- ديفيد ويتيكر على موقع IMDb (الإنجليزية)
- ديفيد ويتيكر على موقع ميوزك برينز (الإنجليزية)
- ديفيد ويتيكر على موقع ميوزك برينز (الإنجليزية)
- ديفيد ويتيكر على موقع قاعدة بيانات الفيلم (الإنجليزية)
- ديفيد ويتيكر على موقع كينوبويسك (الروسية)